# Абериствіт
Абери́ствіт (англ. Aberystwyth) — місто на заході Уельсу, в області Кередігіон.

## Населення
Населення Абериствіт, станом на 2011 рік, налічувало 16 420 осіб.
| 2001   | 2010   | 2011   |
| ------ | ------ | ------ |
| 11 607 | 12 250 | 16 420 |

## Пам'ятки
У місті знаходиться Національна бібліотека Уельсу, одна з найбільших універсальних бібліотек Великої Британії.

## Міста-побратими
- Арклов, графство Віклов, Ленстер, Ірландія
- Кронберґ-ім-Таунус, Верхній Таунус, Гессен, Німеччина
- Сен-Бріє, Кот-д'Армор, Бретань, Франція[2]
- Ескель, Чубут, Патагонія, Аргентина[3].

## Світлини

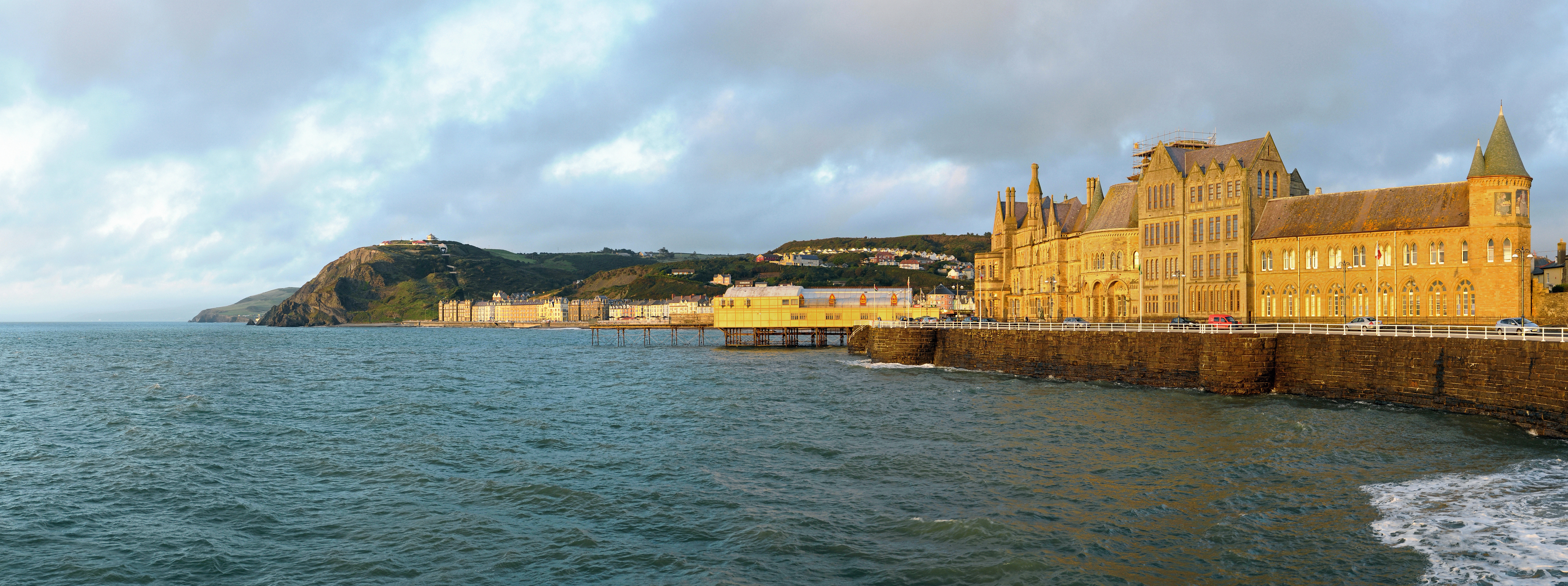
Старий коледж Абериствіту і Королівський пірс на світанку

## Відомі люди
Уродженці
- Анейрін Г'юз — валійський актор та співак.
- Роджер Ріс — валлійський актор та режисер.